# جانیبک یغیازاریان
جانیبک یگوری یغیازاریان (ارمنی: Ջանիբեկ Եգորի Եղիազարյան؛ زادهٔ ۱۹ آوریل ۱۹۱۸ – درگذشته ۱ دسامبر ۲۰۰۰) یک اقتصاددان اهل ارمنستان بود

## زندگی‌نامه
در ۱۹ آوریل ۱۹۱۸ در واردنیس به دنیا آمد و از انستیتو مالی مسکو (۱۹۵۰) فارغ‌التحصیل شد. وی همچنین برنده نشان جنگ میهنی درجه دو (۱۹۸۵) و اقتصاددان شایسته ارمنستان شوروی (۱۹۶۸) شده است. وی در ۱ دسامبر ۲۰۰۰ در سن ۸۲ سالگی در ایروان درگذشت و در آرامستان کاناکر به خاک سپرده شد.

## یادداشت
1. ↑  Մոսկվայի ֆինանսական ինստիտուտ